# Boomerang (БПЛА)
Boomerang (бумеранг) — беспилотный летательный аппарат.
Дрон разработан израильской компанией BlueBird Aero Systems. Портативная беспилотная система относится к категории мини-БПЛА. Спроектирован про схеме «летающее крыло». Беспилотник оснащён электрическим двигателем и предназначен для мониторинга, разведки и наблюдения. Запуск осуществляется с помощью пусковой катапульты, посадка осуществляется на парашюте. Данный БПЛА может эксплуатироваться в дневное и ночное время суток.

## ЛТХ
- радиус действия — до 35 км.
- максимальная взлётная масса равна 9 килограммам.
- полезная нагрузка — 2,5 килограмма.
- продолжительность полёта — 3 часа.